# Haigler Creek, Arizona
Haigler Creek je naseljeno područje za statističke svrhe u američkoj saveznoj državi Arizona. Prema popisu stanovništva iz 2010. u njemu je živjelo 19 stanovnika.